# Семибарвні піски

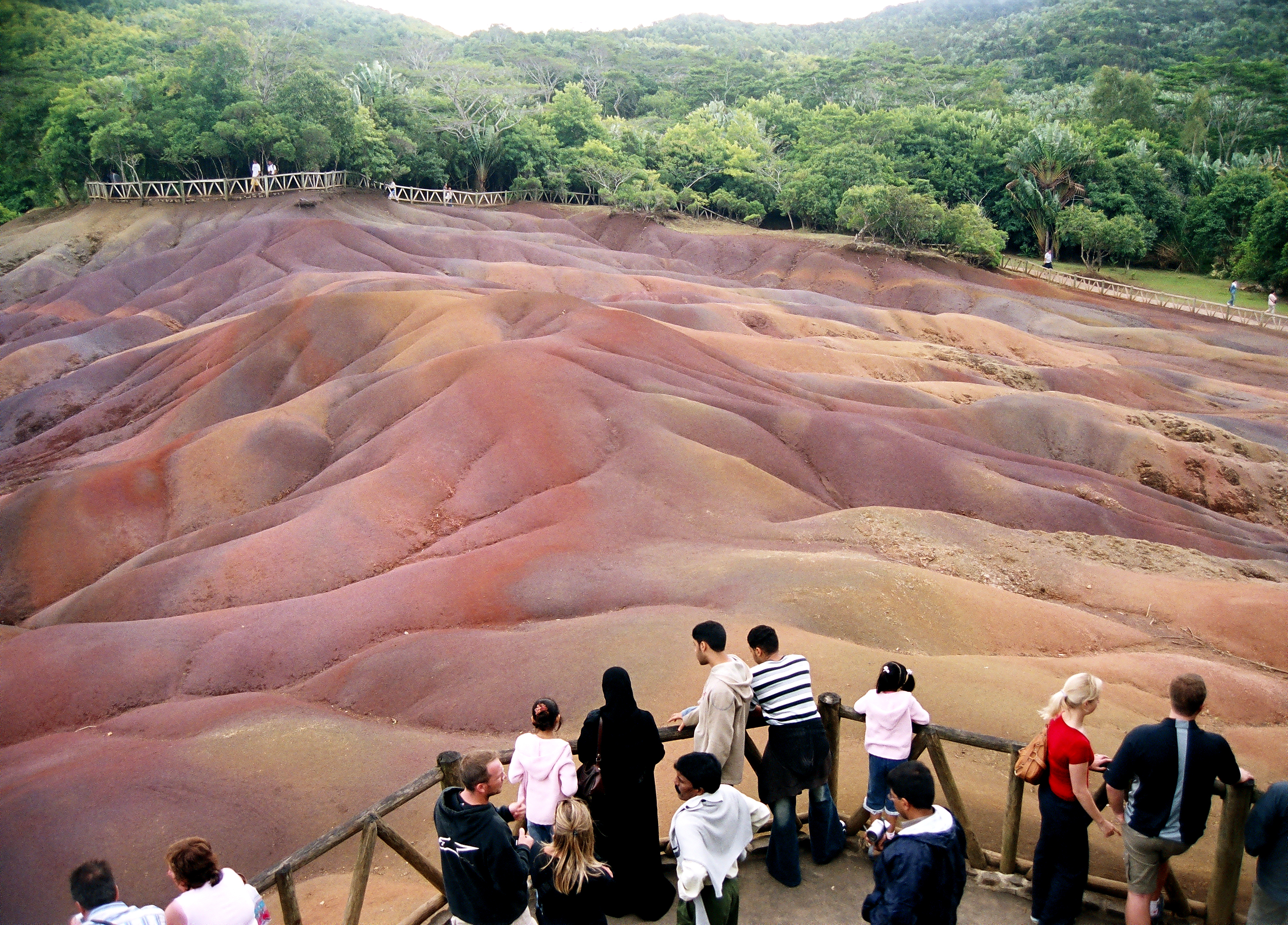
Семибарвні піски

Семибарвні піски  ( фр. Terres des Sept Couleurs - це формація і відома туристична пам'ятка, розташована на південному заході острова Маврикій, поряд з селом Шамарель. Цю невелику місцевість займають піщані дюни, що складаються з пісків семи різних кольорів (червоний, коричневий, фіолетовий, зелений, блакитний, пурпуровий і жовтий). Примітним є те, що піски цих кольорів випадковим чином потрапили в різні шари, і дюни, розфарбовані в різні кольори, здаються сюрреалістичними. Цей феномен також спостерігається в меншому масштабі: якщо змішати дві жмені піску різних відтінків, врешті-решт вони все одно розділяться за спектром кольорів  . Також показово те, що дюни не піддавалися ерозії попри проливні тропічні дощі Маврикію.
Піски сформувались з базальту (ефузивної гірської породи) в глину, що з часом перетворилась в фералітний ґрунт завдяки повному гідролізу . Алюміній і залізо, два основних компоненти, надають синьо-багрянистого і червоно-чорного кольору, відповідно. Вважається, що відмінність відтінків є наслідком охолодження розплавлених вулканічних порід при різних зовнішніх температурах. Але досі не зрозуміло, чому вони не змішувалися  .
Місце стало туристичною визначною пам'яткою в 1960-х роках. Територія належить компанії Bel Ombre Sugar Estate, що займається вирощуванням цукрового очерету . Компанія організовує екскурсії до цієї пам'ятки за невелику платню. Зараз дюни було обгороджено дерев'яної огорожею, проходити за яку заборонено.